# Portogallo ai Giochi olimpici
Il Portogallo (Codice CIO: POR) cominciò a scrivere la sua storia ai Giochi olimpici sul suolo scandinavo.
Essendo la tredicesima nazione a unirsi al Movimento olimpico, nel 1909, ha partecipato per la prima volta ai Giochi olimpici estivi nel 1912, a Stoccolma. Ha partecipato senza interruzioni da allora, collezionando un totale di 22 presenze nelle quali ha ottenuto 20 medaglie: 4 ori (tutti nell'atletica), 6 argenti e 12 bronzi.
Il Portogallo ha partecipato per la prima volta ai Giochi olimpici invernali nel 1952, ad Oslo. Comunque, la scarsa montuosità del suo territorio e il suo clima mediterraneo, insieme all'assenza di una tradizione negli sport invernali, spiegano la debole storia del Portogallo ai Giochi olimpici invernali, con sole 5 presenze (sparse) e l'assenza di medaglie.
Le due prime medaglie d'oro in assoluto per atleti del Portogallo furono conquistate entrambe da maratoneti, Carlos Lopes a Los Angeles 1984 e Rosa Mota, l'Olimpiade successiva a Seul 1988.
Il Comitato olimpico portoghese è stato istituito nel 1909 e nello stesso anno è entrato a far parte del Comitato Olimpico Internazionale.

## Olimpiadi estive

### Sommario
| Anno                   | Atleti | Sport  | Gare   | Medaglie | Medaglie | Medaglie | Medaglie | Posizionamento |
| Anno                   | Atleti | Sport  | Gare   | Oro      | Argento  | Bronzo   | Totale   | Posizionamento |
| ---------------------- | ------ | ------ | ------ | -------- | -------- | -------- | -------- | -------------- |
| Stoccolma 1912         | 6      | 3      | 8      | 0        | 0        | 0        | 0        | -              |
| Anversa 1920           | 13     | 2      | 7      | 0        | 0        | 0        | 0        | -              |
| Parigi 1924            | 30     | 8      | 16     | 0        | 0        | 1        | 1        | 23°            |
| Amsterdam 1928         | 40     | 8      | 14     | 0        | 0        | 1        | 1        | 32°            |
| Los Angeles 1932       | 7      | 3      | 4      | 0        | 0        | 0        | 0        | -              |
| Berlino 1936           | 19     | 5      | 10     | 0        | 0        | 1        | 1        | 30°            |
| Londra 1948            | 50     | 7      | 21     | 0        | 1        | 1        | 2        | 26°            |
| Helsinki 1952          | 73     | 10     | 35     | 0        | 0        | 1        | 1        | 40°            |
| Melbourne 1956         | 12     | 2      | 7      | 0        | 0        | 0        | 0        | -              |
| Roma 1960              | 65     | 11     | 42     | 0        | 1        | 0        | 1        | 32°            |
| Tokyo 1964             | 20     | 7      | 18     | 0        | 0        | 0        | 0        | -              |
| Città del Messico 1968 | 21     | 7      | 15     | 0        | 0        | 0        | 0        | -              |
| Monaco di Baviera 1972 | 29     | 8      | 28     | 0        | 0        | 0        | 0        | -              |
| Montréal 1976          | 19     | 6      | 27     | 0        | 2        | 0        | 2        | 30°            |
| Mosca 1980             | 11     | 6      | 15     | 0        | 0        | 0        | 0        | -              |
| Los Angeles 1984       | 38     | 11     | 33     | 1        | 0        | 2        | 3        | 23°            |
| Seul 1988              | 66     | 13     | 51     | 1        | 0        | 0        | 1        | 29°            |
| Barcellona 1992        | 101    | 16     | 74     | 0        | 0        | 0        | 0        | -              |
| Atlanta 1996           | 107    | 18     | 75     | 1        | 0        | 1        | 2        | 47°            |
| Sydney 2000            | 61     | 13     | 51     | 0        | 0        | 2        | 2        | 68°            |
| Atene 2004             | 81     | 15     | 58     | 0        | 2        | 1        | 3        | 60°            |
| Pechino 2008           | 78     | 16     | 65     | 1        | 1        | 0        | 2        | 46°            |
| Londra 2012            | 77     | 13     | 70     | 0        | 1        | 0        | 1        | 69°            |
| Rio de Janeiro 2016    | 78     | 16     | 59     | 0        | 0        | 1        | 1        | 83°            |
| Tokyo 2020             | 92     | 17     | 63     | 1        | 1        | 2        | 4        | 56°            |
| Parigi 2024            | 73     | 15     | 63     | 1        | 2        | 1        | 4        | 50°            |
| Totale                 | Totale | Totale | Totale | 6        | 11       | 15       | 32       | 68°            |

### Risultati per sport

#### Tiro con l'arco
| Anno             | Atleti | Gare | Medaglie | Medaglie | Medaglie | Medaglie | Posizionamento |
| Anno             | Atleti | Gare | Oro      | Argento  | Bronzo   | Totale   | Posizionamento |
| ---------------- | ------ | ---- | -------- | -------- | -------- | -------- | -------------- |
| Los Angeles 1984 | 1      | 1    | 0        | 0        | 0        | 0        | -              |
| Seul 1988        | 3      | 2    | 0        | 0        | 0        | 0        | -              |
| Barcellona 1992  | 1      | 1    | 0        | 0        | 0        | 0        | -              |
| Atlanta 1996     | 1      | 1    | 0        | 0        | 0        | 0        | -              |
| Sydney 2000      | 1      | 1    | 0        | 0        | 0        | 0        | -              |
| Atene 2004       | 0      | 0    | 0        | 0        | 0        | 0        | -              |
| Pechino 2008     | 1      | 1    | 0        | 0        | 0        | 0        | -              |

#### Atletica leggera
| Anno                   | Atleti | Gare | Medaglie | Medaglie | Medaglie | Medaglie | Posizionamento |
| Anno                   | Atleti | Gare | Oro      | Argento  | Bronz    | Totale   | Posizionamento |
| ---------------------- | ------ | ---- | -------- | -------- | -------- | -------- | -------------- |
| Stoccolma 1912         | 3      | 5    | 0        | 0        | 0        | 0        | -              |
| Parigi 1924            | 3      | 3    | 0        | 0        | 0        | 0        | -              |
| Amsterdam 1928         | 3      | 4    | 0        | 0        | 0        | 0        | -              |
| Los Angeles 1932       | 1      | 1    | 0        | 0        | 0        | 0        | -              |
| Berlino 1936           | 2      | 1    | 0        | 0        | 0        | 0        | -              |
| Londra 1948            | 5      | 4    | 0        | 0        | 0        | 0        | -              |
| Helsinki 1952          | 7      | 7    | 0        | 0        | 0        | 0        | -              |
| Roma 1960              | 5      | 5    | 0        | 0        | 0        | 0        | -              |
| Tokyo 1964             | 3      | 6    | 0        | 0        | 0        | 0        | -              |
| Città del Messico 1968 | 1      | 1    | 0        | 0        | 0        | 0        | -              |
| Monaco di Baviera 1972 | 6      | 9    | 0        | 0        | 0        | 0        | -              |
| Montréal 1976          | 6      | 7    | 0        | 1        | 0        | 1        | 17°            |
| Mosca 1980             | 3      | 3    | 0        | 0        | 0        | 0        | -              |
| Los Angeles 1984       | 14     | 10   | 1        | 0        | 2        | 3        | 11°            |
| Seul 1988              | 28     | 18   | 1        | 0        | 0        | 1        | 12°            |
| Barcellona 1992        | 36     | 23   | 0        | 0        | 0        | 0        | -              |
| Atlanta 1996           | 30     | 23   | 1        | 0        | 0        | 1        | 17°            |
| Sydney 2000            | 22     | 18   | 0        | 0        | 1        | 1        | 39°            |
| Atene 2004             | 26     | 22   | 0        | 1        | 1        | 2        | 28°            |
| Pechino 2008           | 27     | 19   | 1        | 0        | 0        | 1        | 17°            |
| Londra 2012            | 24     | 20   | 0        | 0        | 0        | 0        | -              |
| Rio de Janeiro 2016    | 24     | 16   | 0        | 0        | 0        | 0        | -              |
| Tokyo 2020             | 20     | 14   | 1        | 1        | 0        | 2        | 15°            |
| Parigi 2024            | 22     | 18   | 0        | 1        | 0        | 1        | 31°            |

#### Badminton
| Anno                | Atleti | Gare | Medaglie | Medaglie | Medaglie | Medaglie | Posizionamento |
| Anno                | Atleti | Gare | Oro      | Argento  | Bronzo   | Totale   | Posizionamento |
| ------------------- | ------ | ---- | -------- | -------- | -------- | -------- | -------------- |
| Barcellona 1992     | 2      | 2    | 0        | 0        | 0        | 0        | -              |
| Sydney 2000         | 1      | 1    | 0        | 0        | 0        | 0        | -              |
| Atene 2004          | 1      | 1    | 0        | 0        | 0        | 0        | -              |
| Pechino 2008        | 2      | 2    | 0        | 0        | 0        | 0        | -              |
| Londra 2012         | 2      | 2    | 0        | 0        | 0        | 0        | -              |
| Rio de Janeiro 2016 | 2      | 2    | 0        | 0        | 0        | 0        | -              |

#### Breakdance
| Anno        | Atleti | Gare | Medaglie | Medaglie | Medaglie | Medaglie | Posizionamento |
| Anno        | Atleti | Gare | Oro      | Argento  | Bronzo   | Totale   | Posizionamento |
| ----------- | ------ | ---- | -------- | -------- | -------- | -------- | -------------- |
| Parigi 2024 | 1      | 1    | 0        | 0        | 0        | 0        | -              |

#### Pugilato
| Anno       | Atleti | Gare | Medaglie | Medaglie | Medaglie | Medaglie | Posizionamento |
| Anno       | Atleti | Gare | Oro      | Argento  | Bronzo   | Totale   | Posizionamento |
| ---------- | ------ | ---- | -------- | -------- | -------- | -------- | -------------- |
| Mosca 1980 | 1      | 1    | 0        | 0        | 0        | 0        | -              |

#### Canoa/Kayak
| Anno                | Atleti | Gare | Medaglie | Medaglie | Medaglie | Medaglie | Posizionamento |
| Anno                | Atleti | Gare | Oro      | Argento  | Bronzo   | Totale   | Posizionamento |
| ------------------- | ------ | ---- | -------- | -------- | -------- | -------- | -------------- |
| Seul 1988           | 3      | 3    | 0        | 0        | 0        | 0        | -              |
| Barcellona 1992     | 7      | 5    | 0        | 0        | 0        | 0        | -              |
| Atlanta 1996        | 6      | 8    | 0        | 0        | 0        | 0        | -              |
| Sydney 2000         | 1      | 1    | 0        | 0        | 0        | 0        | -              |
| Atene 2004          | 1      | 2    | 0        | 0        | 0        | 0        | -              |
| Pechino 2008        | 4      | 4    | 0        | 0        | 0        | 0        | -              |
| Londra 2012         | 6      | 6    | 0        | 1        | 0        | 1        | 15°            |
| Rio de Janeiro 2016 | 8      | 7    | 0        | 0        | 0        | 0        | -              |
| Tokyo 2020          | 8      | 5    | 0        | 0        | 1        | 1        | 20°            |
| Parigi 2024         | 4      | 3    | 0        | 0        | 0        | 0        | -              |

#### Ciclismo
| Anno                | Atleti | Gare | Medaglie | Medaglie | Medaglie | Medaglie | Posizionamento |
| Anno                | Atleti | Gare | Oro      | Argento  | Bronzo   | Totale   | Posizionamento |
| ------------------- | ------ | ---- | -------- | -------- | -------- | -------- | -------------- |
| Roma 1960           | 4      | 2    | 0        | 0        | 0        | 0        | -              |
| Atlanta 1996        | 6      | 2    | 0        | 0        | 0        | 0        | -              |
| Sydney 2000         | 4      | 2    | 0        | 0        | 0        | 0        | -              |
| Atene 2004          | 4      | 2    | 0        | 1        | 0        | 0        | 14°            |
| Pechino 2008        | 2      | 1    | 0        | 0        | 0        | 0        | -              |
| Londra 2012         | 4      | 3    | 0        | 0        | 0        | 0        | -              |
| Rio de Janeiro 2016 | 6      | 3    | 0        | 0        | 0        | 0        | -              |
| Tokyo 2020          | 4      | 4    | 0        | 0        | 0        | 0        | -              |
| Parigi 2024         | 7      | 7    | 1        | 1        | 0        | 2        | 9°             |

#### Tuffi
| Anno             | Atleti | Gare | Medaglie | Medaglie | Medaglie | Medaglie | Posizionamento |
| Anno             | Atleti | Gare | Oro      | Argento  | Bronzo   | Totale   | Posizionamento |
| ---------------- | ------ | ---- | -------- | -------- | -------- | -------- | -------------- |
| Los Angeles 1984 | 1      | 1    | 0        | 0        | 0        | 0        | -              |

#### Equitazione
| Anno                   | Atleti | Gare | Medaglie | Medaglie | Medaglie | Medaglie | Posizionamento |
| Anno                   | Atleti | Gare | Oro      | Argento  | Bronzo   | Totale   | Posizionamento |
| ---------------------- | ------ | ---- | -------- | -------- | -------- | -------- | -------------- |
| Parigi 1924            | 4      | 2    | 0        | 0        | 1        | 1        | 5°             |
| Amsterdam 1928         | 4      | 2    | 0        | 0        | 0        | 0        | -              |
| Berlino 1936           | 3      | 2    | 0        | 0        | 1        | 1        | 7°             |
| Londra 1948            | 10     | 5    | 0        | 0        | 1        | 1        | 7°             |
| Helsinki 1952          | 9      | 6    | 0        | 0        | 0        | 0        | -              |
| Melbourne 1956         | 7      | 5    | 0        | 0        | 0        | 0        | -              |
| Roma 1960              | 9      | 5    | 0        | 0        | 0        | 0        | -              |
| Tokyo 1964             | 2      | 1    | 0        | 0        | 0        | 0        | -              |
| Monaco di Baviera 1972 | 3      | 2    | 0        | 0        | 0        | 0        | -              |
| Seul 1988              | 1      | 1    | 0        | 0        | 0        | 0        | -              |
| Barcellona 1992        | 5      | 4    | 0        | 0        | 0        | 0        | -              |
| Atlanta 1996           | 2      | 1    | 0        | 0        | 0        | 0        | -              |
| Sydney 2000            | 1      | 1    | 0        | 0        | 0        | 0        | -              |
| Atene 2004             | 1      | 1    | 0        | 0        | 0        | 0        | -              |
| Pechino 2008           | 3      | 2    | 0        | 0        | 0        | 0        | -              |
| Londra 2012            | 2      | 2    | 0        | 0        | 0        | 0        | -              |
| Rio de Janeiro 2016    | 1      | 1    | 0        | 0        | 0        | 0        | -              |
| Tokyo 2020             | 4      | 3    | 0        | 0        | 0        | 0        | -              |
| Parigi 2024            | 5      | 4    | 0        | 0        | 0        | 0        | -              |

#### Scherma
| Anno                   | Atleti | Gare | Medaglie | Medaglie | Medaglie | Medaglie | Posizionamento |
| Anno                   | Atleti | Gare | Oro      | Argento  | Bronzo   | Totale   | Posizionamento |
| ---------------------- | ------ | ---- | -------- | -------- | -------- | -------- | -------------- |
| Stoccolma 1912         | 1      | 1    | 0        | 0        | 0        | 0        | -              |
| Anversa 1920           | 8      | 2    | 0        | 0        | 0        | 0        | -              |
| Parigi 1924            | 10     | 3    | 0        | 0        | 0        | 0        | -              |
| Amsterdam 1928         | 7      | 3    | 0        | 0        | 1        | 1        | 6°             |
| Berlino 1936           | 5      | 2    | 0        | 0        | 0        | 0        | -              |
| Londra 1948            | 6      | 2    | 0        | 0        | 0        | 0        | -              |
| Helsinki 1952          | 10     | 4    | 0        | 0        | 0        | 0        | -              |
| Roma 1960              | 9      | 6    | 0        | 0        | 0        | 0        | -              |
| Città del Messico 1968 | 4      | 2    | 0        | 0        | 0        | 0        | -              |
| Los Angeles 1984       | 1      | 1    | 0        | 0        | 0        | 0        | -              |
| Seul 1988              | 3      | 2    | 0        | 0        | 0        | 0        | -              |
| Barcellona 1992        | 4      | 3    | 0        | 0        | 0        | 0        | -              |
| Atlanta 1996           | 1      | 1    | 0        | 0        | 0        | 0        | -              |
| Sydney 2000            | 1      | 1    | 0        | 0        | 0        | 0        | -              |
| Atene 2004             | 1      | 1    | 0        | 0        | 0        | 0        | -              |
| Pechino 2008           | 2      | 2    | 0        | 0        | 0        | 0        | -              |

#### Calcio
| Anno                | Atleti | Gare | Medaglie | Medaglie | Medaglie | Medaglie | Posizionamento |
| Anno                | Atleti | Gare | Oro      | Argento  | Bronzo   | Totale   | Posizionamento |
| ------------------- | ------ | ---- | -------- | -------- | -------- | -------- | -------------- |
| Amsterdam 1928      | 19     | 1    | 0        | 0        | 0        | 0        | -              |
| Atlanta 1996        | 18     | 1    | 0        | 0        | 0        | 0        | -              |
| Atene 2004          | 20     | 1    | 0        | 0        | 0        | 0        | -              |
| Rio de Janeiro 2016 | 18     | 1    | 0        | 0        | 0        | 0        | -              |

#### Golf
| Anno                | Atleti | Gare | Medaglie | Medaglie | Medaglie | Medaglie | Posizionamento |
| Anno                | Atleti | Gare | Oro      | Argento  | Bronzo   | Totale   | Posizionamento |
| ------------------- | ------ | ---- | -------- | -------- | -------- | -------- | -------------- |
| Rio de Janeiro 2016 | 2      | 1    | 0        | 0        | 0        | 0        | -              |

#### Ginnastica
| Anno                   | Atleti | Gare | Medaglie | Medaglie | Medaglie | Medaglie | Posizionamento |
| Anno                   | Atleti | Gare | Oro      | Argento  | Bronzo   | Totale   | Posizionamento |
| ---------------------- | ------ | ---- | -------- | -------- | -------- | -------- | -------------- |
| Helsinki 1952          | 9      | 3    | 0        | 0        | 0        | 0        | -              |
| Roma 1960              | 4      | 2    | 0        | 0        | 0        | 0        | -              |
| Tokyo 1964             | 1      | 1    | 0        | 0        | 0        | 0        | -              |
| Città del Messico 1968 | 2      | 2    | 0        | 0        | 0        | 0        | -              |
| Mosca 1980             | 1      | 1    | 0        | 0        | 0        | 0        | -              |
| Los Angeles 1984       | 2      | 1    | 0        | 0        | 0        | 0        | -              |
| Seul 1988              | 3      | 3    | 0        | 0        | 0        | 0        | -              |
| Barcellona 1992        | 1      | 1    | 0        | 0        | 0        | 0        | -              |
| Atlanta 1996           | 1      | 1    | 0        | 0        | 0        | 0        | -              |
| Atene 2004             | 2      | 2    | 0        | 0        | 0        | 0        | -              |
| Pechino 2008           | 2      | 2    | 0        | 0        | 0        | 0        | -              |
| Londra 2012            | 4      | 4    | 0        | 0        | 0        | 0        | -              |
| Rio de Janeiro 2016    | 3      | 3    | 0        | 0        | 0        | 0        | -              |
| Tokyo 2020             | 2      | 2    | 0        | 0        | 0        | 0        | -              |
| Parigi 2024            | 2      | 2    | 0        | 0        | 0        | 0        | -              |

#### Pallamano
| Anno       | Atleti | Gare | Medaglie | Medaglie | Medaglie | Medaglie | Posizionamento |
| Anno       | Atleti | Gare | Oro      | Argento  | Bronzo   | Totale   | Posizionamento |
| ---------- | ------ | ---- | -------- | -------- | -------- | -------- | -------------- |
| Tokyo 2020 | 15     | 1    | 0        | 0        | 0        | 0        | -              |

#### Judo
| Anno                   | Atleti | Gare | Medaglie | Medaglie | Medaglie | Medaglie | Posizionamento |
| Anno                   | Atleti | Gare | Oro      | Argento  | Bronzo   | Totale   | Posizionamento |
| ---------------------- | ------ | ---- | -------- | -------- | -------- | -------- | -------------- |
| Tokyo 1964             | 1      | 1    | 0        | 0        | 0        | 0        | -              |
| Monaco di Baviera 1972 | 2      | 2    | 0        | 0        | 0        | 0        | -              |
| Montréal 1976          | 2      | 2    | 0        | 0        | 0        | 0        | -              |
| Mosca 1980             | 3      | 3    | 0        | 0        | 0        | 0        | -              |
| Los Angeles 1984       | 4      | 4    | 0        | 0        | 0        | 0        | -              |
| Seul 1988              | 4      | 3    | 0        | 0        | 0        | 0        | -              |
| Barcellona 1992        | 8      | 8    | 0        | 0        | 0        | 0        | -              |
| Atlanta 1996           | 5      | 5    | 0        | 0        | 0        | 0        | -              |
| Sydney 2000            | 6      | 6    | 0        | 0        | 1        | 1        | 17°            |
| Atene 2004             | 4      | 4    | 0        | 0        | 0        | 0        | -              |
| Pechino 2008           | 5      | 5    | 0        | 0        | 0        | 0        | -              |
| Londra 2012            | 4      | 4    | 0        | 0        | 0        | 0        | -              |
| Rio de Janeiro 2016    | 6      | 6    | 0        | 0        | 1        | 1        | 21°            |
| Tokyo 2020             | 8      | 8    | 0        | 0        | 1        | 1        | 17°            |
| Parigi 2024            | 7      | 7    | 0        | 0        | 1        | 1        | 20°            |

#### Pentathlon moderno
| Anno             | Atleti | Gare | Medaglie | Medaglie | Medaglie | Medaglie | Posizionamento |
| Anno             | Atleti | Gare | Oro      | Argento  | Bronzo   | Totale   | Posizionamento |
| ---------------- | ------ | ---- | -------- | -------- | -------- | -------- | -------------- |
| Amsterdam 1928   | 1      | 1    | 0        | 0        | 0        | 0        | -              |
| Los Angeles 1932 | 2      | 1    | 0        | 0        | 0        | 0        | -              |
| Helsinki 1952    | 3      | 2    | 0        | 0        | 0        | 0        | -              |
| Los Angeles 1984 | 3      | 2    | 0        | 0        | 0        | 0        | -              |
| Seul 1988        | 1      | 2    | 0        | 0        | 0        | 0        | -              |
| Barcellona 1992  | 1      | 1    | 0        | 0        | 0        | 0        | -              |
| Atlanta 1996     | 1      | 1    | 0        | 0        | 0        | 0        | -              |

#### Hockey su pista
| Anno            | Atleti | Gare | Medaglie | Medaglie | Medaglie | Medaglie | Posizionamento |
| Anno            | Atleti | Gare | Oro      | Argento  | Bronzo   | Totale   | Posizionamento |
| --------------- | ------ | ---- | -------- | -------- | -------- | -------- | -------------- |
| Barcellona 1992 | 10     | 1    | 0        | 0        | 0        | 0        | -              |

#### Canottaggio
| Anno                   | Atleti | Gare | Medaglie | Medaglie | Medaglie | Medaglie | Posizionamento |
| Anno                   | Atleti | Gare | Oro      | Argento  | Bronzo   | Totale   | Posizionamento |
| ---------------------- | ------ | ---- | -------- | -------- | -------- | -------- | -------------- |
| Londra 1948            | 14     | 2    | 0        | 0        | 0        | 0        | -              |
| Helsinki 1952          | 9      | 1    | 0        | 0        | 0        | 0        | -              |
| Roma 1960              | 5      | 1    | 0        | 0        | 0        | 0        | -              |
| Monaco di Baviera 1972 | 3      | 2    | 0        | 0        | 0        | 0        | -              |
| Barcellona 1992        | 2      | 1    | 0        | 0        | 0        | 0        | -              |
| Atlanta 1996           | 4      | 1    | 0        | 0        | 0        | 0        | -              |
| Pechino 2008           | 2      | 1    | 0        | 0        | 0        | 0        | -              |
| Londra 2012            | 2      | 1    | 0        | 0        | 0        | 0        | -              |
| Tokyo 2020             | 2      | 1    | 0        | 0        | 0        | 0        | -              |

#### Vela
| Anno                   | Atleti | Gare | Medaglie | Medaglie | Medaglie | Medaglie | Posizionamento |
| Anno                   | Atleti | Gare | Oro      | Argento  | Bronz    | Totale   | Posizionamento |
| ---------------------- | ------ | ---- | -------- | -------- | -------- | -------- | -------------- |
| Parigi 1924            | 1      | 1    | 0        | 0        | 0        | 0        | -              |
| Amsterdam 1928         | 4      | 1    | 0        | 0        | 0        | 0        | -              |
| Berlino 1936           | 3      | 2    | 0        | 0        | 0        | 0        | -              |
| Londra 1948            | 9      | 4    | 0        | 1        | 0        | 1        | 6°             |
| Helsinki 1952          | 9      | 4    | 0        | 0        | 1        | 1        | 7°             |
| Melbourne 1956         | 5      | 2    | 0        | 0        | 0        | 0        | -              |
| Roma 1960              | 11     | 5    | 0        | 1        | 0        | 1        | 6°             |
| Tokyo 1964             | 6      | 3    | 0        | 0        | 0        | 0        | -              |
| Città del Messico 1968 | 8      | 4    | 0        | 0        | 0        | 0        | -              |
| Monaco di Baviera 1972 | 6      | 3    | 0        | 0        | 0        | 0        | -              |
| Montréal 1976          | 2      | 1    | 0        | 0        | 0        | 0        | -              |
| Los Angeles 1984       | 3      | 2    | 0        | 0        | 0        | 0        | -              |
| Seul 1988              | 3      | 2    | 0        | 0        | 0        | 0        | -              |
| Barcellona 1992        | 8      | 4    | 0        | 0        | 0        | 0        | -              |
| Atlanta 1996           | 9      | 7    | 0        | 0        | 1        | 1        | 19°            |
| Sydney 2000            | 9      | 6    | 0        | 0        | 0        | 0        | -              |
| Atene 2004             | 7      | 5    | 0        | 0        | 0        | 0        | -              |
| Pechino 2008           | 8      | 5    | 0        | 0        | 0        | 0        | -              |
| Londra 2012            | 13     | 8    | 0        | 0        | 0        | 0        | -              |
| Rio de Janeiro 2016    | 5      | 4    | 0        | 0        | 0        | 0        | -              |
| Tokyo 2020             | 5      | 3    | 0        | 0        | 0        | 0        | -              |
| Parigi 2024            | 4      | 3    | 0        | 0        | 0        | 0        | -              |

#### Tiro a segno
| Anno                   | Atleti | Gare | Medaglie | Medaglie | Medaglie | Medaglie | Posizionamento |
| Anno                   | Atleti | Gare | Oro      | Argento  | Bronzo   | Totale   | Posizionamento |
| ---------------------- | ------ | ---- | -------- | -------- | -------- | -------- | -------------- |
| Anversa 1920           | 5      | 5    | 0        | 0        | 0        | 0        | -              |
| Parigi 1924            | 9      | 4    | 0        | 0        | 0        | 0        | -              |
| Los Angeles 1932       | 4      | 2    | 0        | 0        | 0        | 0        | -              |
| Berlino 1936           | 6      | 3    | 0        | 0        | 0        | 0        | -              |
| Londra 1948            | 5      | 3    | 0        | 0        | 0        | 0        | -              |
| Helsinki 1952          | 4      | 3    | 0        | 0        | 0        | 0        | -              |
| Roma 1960              | 9      | 5    | 0        | 0        | 0        | 0        | -              |
| Tokyo 1964             | 4      | 3    | 0        | 0        | 0        | 0        | -              |
| Monaco di Baviera 1972 | 5      | 6    | 0        | 0        | 0        | 0        | -              |
| Montréal 1976          | 1      | 1    | 0        | 1        | 0        | 1        | 6°             |
| Los Angeles 1984       | 4      | 4    | 0        | 0        | 0        | 0        | -              |
| Seul 1988              | 3      | 2    | 0        | 0        | 0        | 0        | -              |
| Barcellona 1992        | 4      | 2    | 0        | 0        | 0        | 0        | -              |
| Atlanta 1996           | 4      | 3    | 0        | 0        | 0        | 0        | -              |
| Sydney 2000            | 3      | 3    | 0        | 0        | 0        | 0        | -              |
| Atene 2004             | 2      | 3    | 0        | 0        | 0        | 0        | -              |
| Pechino 2008           | 2      | 3    | 0        | 0        | 0        | 0        | -              |
| Londra 2012            | 2      | 4    | 0        | 0        | 0        | 0        | -              |
| Rio de Janeiro 2016    | 1      | 2    | 0        | 0        | 0        | 0        | -              |
| Tokyo 2020             | 1      | 1    | 0        | 0        | 0        | 0        | -              |
| Parigi 2024            | 1      | 1    | 0        | 0        | 0        | 0        | -              |

#### Skateboard
| Anno        | Atleti | Gare | Medaglie | Medaglie | Medaglie | Medaglie | Posizionamento |
| Anno        | Atleti | Gare | Oro      | Argento  | Bronzo   | Totale   | Posizionamento |
| ----------- | ------ | ---- | -------- | -------- | -------- | -------- | -------------- |
| Tokyo 2020  | 1      | 1    | 0        | 0        | 0        | 0        | -              |
| Parigi 2024 | 2      | 2    | 0        | 0        | 0        | 0        | -              |

#### Surf
| Anno        | Atleti | Gare | Medaglie | Medaglie | Medaglie | Medaglie | Posizionamento |
| Anno        | Atleti | Gare | Oro      | Argento  | Bronzo   | Totale   | Posizionamento |
| ----------- | ------ | ---- | -------- | -------- | -------- | -------- | -------------- |
| Tokyo 2020  | 3      | 2    | 0        | 0        | 0        | 0        | -              |
| Parigi 2024 | 2      | 2    | 0        | 0        | 0        | 0        | -              |

#### Nuoto
| Anno                   | Atleti | Gare | Medaglie | Medaglie | Medaglie | Medaglie | Posizionamento |
| Anno                   | Atleti | Gare | Oro      | Argento  | Bronzo   | Totale   | Posizionamento |
| ---------------------- | ------ | ---- | -------- | -------- | -------- | -------- | -------------- |
| Parigi 1924            | 1      | 1    | 0        | 0        | 0        | 0        | -              |
| Londra 1948            | 1      | 1    | 0        | 0        | 0        | 0        | -              |
| Helsinki 1952          | 4      | 4    | 0        | 0        | 0        | 0        | -              |
| Roma 1960              | 5      | 7    | 0        | 0        | 0        | 0        | -              |
| Tokyo 1964             | 3      | 3    | 0        | 0        | 0        | 0        | -              |
| Città del Messico 1968 | 1      | 1    | 0        | 0        | 0        | 0        | -              |
| Montréal 1976          | 5      | 13   | 0        | 0        | 0        | 0        | -              |
| Mosca 1980             | 2      | 6    | 0        | 0        | 0        | 0        | -              |
| Los Angeles 1984       | 2      | 4    | 0        | 0        | 0        | 0        | -              |
| Seul 1988              | 12     | 11   | 0        | 0        | 0        | 0        | -              |
| Barcellona 1992        | 9      | 15   | 0        | 0        | 0        | 0        | -              |
| Atlanta 1996           | 12     | 16   | 0        | 0        | 0        | 0        | -              |
| Sydney 2000            | 7      | 8    | 0        | 0        | 0        | 0        | -              |
| Atene 2004             | 11     | 10   | 0        | 0        | 0        | 0        | -              |
| Pechino 2008           | 10     | 14   | 0        | 0        | 0        | 0        | -              |
| Londra 2012            | 8      | 11   | 0        | 0        | 0        | 0        | -              |
| Rio de Janeiro 2016    | 5      | 6    | 0        | 0        | 0        | 0        | -              |
| Tokyo 2020             | 9      | 10   | 0        | 0        | 0        | 0        | -              |
| Parigi 2024            | 5      | 6    | 0        | 0        | 0        | 0        | -              |

#### Tennistavolo
| Anno                | Atleti | Gare | Medaglie | Medaglie | Medaglie | Medaglie | Posizionamento |
| Anno                | Atleti | Gare | Oro      | Argento  | Bronzo   | Totale   | Posizionamento |
| ------------------- | ------ | ---- | -------- | -------- | -------- | -------- | -------------- |
| Pechino 2008        | 3      | 1    | 0        | 0        | 0        | 0        | -              |
| Londra 2012         | 4      | 3    | 0        | 0        | 0        | 0        | -              |
| Rio de Janeiro 2016 | 5      | 3    | 0        | 0        | 0        | 0        | -              |
| Tokyo 2020          | 5      | 3    | 0        | 0        | 0        | 0        | -              |
| Parigi 2024         | 5      | 3    | 0        | 0        | 0        | 0        | -              |

#### Taekwondo
| Anno                | Atleti | Gare | Medaglie | Medaglie | Medaglie | Medaglie | Posizionamento |
| Anno                | Atleti | Gare | Oro      | Argento  | Bronzo   | Totale   | Posizionamento |
| ------------------- | ------ | ---- | -------- | -------- | -------- | -------- | -------------- |
| Pechino 2008        | 1      | 1    | 0        | 0        | 0        | 0        | -              |
| Rio de Janeiro 2016 | 1      | 1    | 0        | 0        | 0        | 0        | -              |
| Tokyo 2020          | 1      | 1    | 0        | 0        | 0        | 0        | -              |

#### Tennis
| Anno                | Atleti | Gare | Medaglie | Medaglie | Medaglie | Medaglie | Posizionamento |
| Anno                | Atleti | Gare | Oro      | Argento  | Bronzo   | Totale   | Posizionamento |
| ------------------- | ------ | ---- | -------- | -------- | -------- | -------- | -------------- |
| Parigi 1924         | 1      | 1    | 0        | 0        | 0        | 0        | -              |
| Barcellona 1992     | 2      | 2    | 0        | 0        | 0        | 0        | -              |
| Atlanta 1996        | 2      | 1    | 0        | 0        | 0        | 0        | -              |
| Sydney 2000         | 2      | 1    | 0        | 0        | 0        | 0        | -              |
| Rio de Janeiro 2016 | 2      | 2    | 0        | 0        | 0        | 0        | -              |
| Tokyo 2020          | 2      | 2    | 0        | 0        | 0        | 0        | -              |
| Parigi 2024         | 2      | 2    | 0        | 0        | 0        | 0        | -              |

#### Triathlon
| Anno                | Atleti | Gare | Medaglie | Medaglie | Medaglie | Medaglie | Posizionamento |
| Anno                | Atleti | Gare | Oro      | Argento  | Bronzo   | Totale   | Posizionamento |
| ------------------- | ------ | ---- | -------- | -------- | -------- | -------- | -------------- |
| Atene 2004          | 1      | 1    | 0        | 0        | 0        | 0        | -              |
| Pechino 2008        | 3      | 2    | 0        | 1        | 0        | 1        | 3°             |
| Londra 2012         | 2      | 1    | 0        | 0        | 0        | 0        | -              |
| Rio de Janeiro 2016 | 3      | 1    | 0        | 0        | 0        | 0        | -              |
| Tokyo 2020          | 3      | 2    | 0        | 0        | 0        | 0        | -              |
| Parigi 2024         | 4      | 3    | 0        | 0        | 0        | 0        | -              |

#### Pallavolo
| Anno         | Atleti | Gare | Medaglie | Medaglie | Medaglie | Medaglie | Posizionamento |
| Anno         | Atleti | Gare | Oro      | Argento  | Bronzo   | Totale   | Posizionamento |
| ------------ | ------ | ---- | -------- | -------- | -------- | -------- | -------------- |
| Atlanta 1996 | 2      | 1    | 0        | 0        | 0        | 0        | -              |
| Sydney 2000  | 4      | 2    | 0        | 0        | 0        | 0        | -              |
| Atene 2004   | 2      | 1    | 0        | 0        | 0        | 0        | -              |

#### Pallanuoto
| Anno          | Atleti | Gare | Medaglie | Medaglie | Medaglie | Medaglie | Posizionamento |
| Anno          | Atleti | Gare | Oro      | Argento  | Bronzo   | Totale   | Posizionamento |
| ------------- | ------ | ---- | -------- | -------- | -------- | -------- | -------------- |
| Helsinki 1952 | 9      | 1    | 0        | 0        | 0        | 0        | -              |

#### Sollevamento pesi
| Anno                   | Atleti | Gare | Medaglie | Medaglie | Medaglie | Medaglie | Posizionamento |
| Anno                   | Atleti | Gare | Oro      | Argento  | Bronzo   | Totale   | Posizionamento |
| ---------------------- | ------ | ---- | -------- | -------- | -------- | -------- | -------------- |
| Parigi 1924            | 1      | 1    | 0        | 0        | 0        | 0        | -              |
| Amsterdam 1928         | 1      | 1    | 0        | 0        | 0        | 0        | -              |
| Roma 1960              | 1      | 1    | 0        | 0        | 0        | 0        | -              |
| Città del Messico 1968 | 1      | 1    | 0        | 0        | 0        | 0        | -              |
| Monaco di Baviera 1972 | 1      | 1    | 0        | 0        | 0        | 0        | -              |
| Mosca 1980             | 1      | 1    | 0        | 0        | 0        | 0        | -              |
| Los Angeles 1984       | 3      | 3    | 0        | 0        | 0        | 0        | -              |
| Seul 1988              | 1      | 1    | 0        | 0        | 0        | 0        | -              |
| Atlanta 1996           | 1      | 1    | 0        | 0        | 0        | 0        | -              |

#### Lotta
| Anno                   | Atleti | Gare | Medaglie | Medaglie | Medaglie | Medaglie | Posizionamento |
| Anno                   | Atleti | Gare | Oro      | Argento  | Bronzo   | Totale   | Posizionamento |
| ---------------------- | ------ | ---- | -------- | -------- | -------- | -------- | -------------- |
| Stoccolma 1912         | 2      | 2    | 0        | 0        | 0        | 0        | -              |
| Amsterdam 1928         | 1      | 1    | 0        | 0        | 0        | 0        | -              |
| Roma 1960              | 3      | 3    | 0        | 0        | 0        | 0        | -              |
| Città del Messico 1968 | 4      | 4    | 0        | 0        | 0        | 0        | -              |
| Monaco di Baviera 1972 | 3      | 3    | 0        | 0        | 0        | 0        | -              |
| Montréal 1976          | 3      | 3    | 0        | 0        | 0        | 0        | -              |
| Seul 1988              | 1      | 1    | 0        | 0        | 0        | 0        | -              |
| Barcellona 1992        | 1      | 1    | 0        | 0        | 0        | 0        | -              |
| Atlanta 1996           | 1      | 1    | 0        | 0        | 0        | 0        | -              |
| Atene 2004             | 1      | 1    | 0        | 0        | 0        | 0        | -              |

## Olimpiadi invernali
Una piccola delegazione di non più di 5 concorrenti ha rappresentato il Portogallo nel 1952 (Oslo, Norvegia), 1988 (Calgary, Canada) 1994 (Lillehammer, Norvegia), 1998 (Nagano, Giappone) e 2006 (Torino, Italia). Come strana conseguenza, la maggior parte delle volte il portabandiera portoghese era il singolo concorrente a quei Giochi.
A causa dell'assenza di condizioni di allenamento e logistiche nel territorio portoghese, la maggior parte dei concorrenti della nazione si sono formati ed hanno gareggiato all'estero, essendo immigranti (o di discendenze portoghesi) che risiedono in stati che hanno più ricche tradizioni di sport invernali (per esempio Danny Silva).

### Sommario
| Anno             | Atleti | Sport  | Gare   | Medaglie | Medaglie | Medaglie | Medaglie | Posizionamento |
| Anno             | Atleti | Sport  | Gare   | Oro      | Argento  | Bronzo   | Totale   | Posizionamento |
| ---------------- | ------ | ------ | ------ | -------- | -------- | -------- | -------- | -------------- |
| Oslo 1952        | 1      | 1      | 1      | 0        | 0        | 0        | 0        | -              |
| Calgary 1988     | 5      | 1      | 2      | 0        | 0        | 0        | 0        | -              |
| Lillehammer 1994 | 1      | 1      | 4      | 0        | 0        | 0        | 0        | -              |
| Nagano 1998      | 2      | 2      | 2      | 0        | 0        | 0        | 0        | -              |
| Torino 2006      | 1      | 1      | 1      | 0        | 0        | 0        | 0        | -              |
| Vancouver 2010   | 1      | 1      | 1      | 0        | 0        | 0        | 0        | -              |
| Sochi 2014       | 2      | 1      | 4      | 0        | 0        | 0        | 0        | -              |
| Pyeongchang 2018 | 2      | 2      | 3      | 0        | 0        | 0        | 0        | -              |
| Pechino 2022     | 3      | 2      | 5      | 0        | 0        | 0        | 0        | -              |
| Totale           | Totale | Totale | Totale | 0        | 0        | 0        | 0        | -              |

### Risultati per sport

#### Sci alpino
| Anno             | Atleti | Gare | Medaglie | Medaglie | Medaglie | Medaglie | Posizionamento |
| Anno             | Atleti | Gare | Oro      | Argento  | Bronzo   | Totale   | Posizionamento |
| ---------------- | ------ | ---- | -------- | -------- | -------- | -------- | -------------- |
| Oslo 1952        | 1      | 1    | 0        | 0        | 0        | 0        | -              |
| Lillehammer 1994 | 1      | 4    | 0        | 0        | 0        | 0        | -              |
| Sochi 2014       | 2      | 4    | 0        | 0        | 0        | 0        | -              |
| Pyeongchang 2018 | 1      | 2    | 0        | 0        | 0        | 0        | -              |
| Pechino 2022     | 2      | 4    | 0        | 0        | 0        | 0        | -              |

#### Bob
| Anno         | Atleti | Gare | Medaglie | Medaglie | Medaglie | Medaglie | Posizionamento |
| Anno         | Atleti | Gare | Oro      | Argento  | Bronzo   | Totale   | Posizionamento |
| ------------ | ------ | ---- | -------- | -------- | -------- | -------- | -------------- |
| Calgary 1988 | 5      | 2    | 0        | 0        | 0        | 0        | -              |

#### Sci di fondo ai Giochi olimpici
| Anno             | Atleti | Gare | Medaglie | Medaglie | Medaglie | Medaglie | Posizionamento |
| Anno             | Atleti | Gare | Oro      | Argento  | Bronzo   | Totale   | Posizionamento |
| ---------------- | ------ | ---- | -------- | -------- | -------- | -------- | -------------- |
| Torino 2006      | 1      | 1    | 0        | 0        | 0        | 0        | -              |
| Vancouver 2010   | 1      | 1    | 0        | 0        | 0        | 0        | -              |
| Pyeongchang 2018 | 1      | 1    | 0        | 0        | 0        | 0        | -              |
| Pechino 2022     | 1      | 1    | 0        | 0        | 0        | 0        | -              |

#### Freestyle
| Anno        | Atleti | Gare | Medaglie | Medaglie | Medaglie | Medaglie | Posizionamento |
| Anno        | Atleti | Gare | Oro      | Argento  | Bronzo   | Totale   | Posizionamento |
| ----------- | ------ | ---- | -------- | -------- | -------- | -------- | -------------- |
| Nagano 1998 | 1      | 1    | 0        | 0        | 0        | 0        | -              |

#### Pattinaggio di velocità
| Anno        | Atleti | Gare | Medaglie | Medaglie | Medaglie | Medaglie | Posizionamento |
| Anno        | Atleti | Gare | Oro      | Argento  | Bronzo   | Totale   | Posizionamento |
| ----------- | ------ | ---- | -------- | -------- | -------- | -------- | -------------- |
| Nagano 1998 | 1      | 1    | 0        | 0        | 0        | 0        | -              |